# Cynips
Cynips es un género de avispas gallaritas de la tribu Cynipini, avispas de los robles. Una de las especies mejor conocidas es Cynips quercusfolii que produce agallas esféricas de alrededor de 2 cm de diámetro en el envés de las hojas de roble.

## Especies
Hay 39 especies.
- Cynips agama
- Cynips caputmedusae
- Cynips conspicua
- Cynips cornifex
- Cynips disticha
- Cynips divisa
- Cynips douglasi
- Cynips fusca
- Cynips longiventris
- Cynips mirabilis
- Cynips multipunctata
- Cynips quercusechina
- Cynips quercusfolii
- Cynips schlechtendali

La especie antes llamada Cynips saltatorius es ahora Neuroterus saltatorius.